# Alfa Romeo 16C Bimotore
L'Alfa Romeo 16C Bimotore è un'autovettura da competizione monoposto prodotta dall'Alfa Romeo nel 1935 in due esemplari.

## Il contesto
La "Bimotore" nacque da un'idea di Enzo Ferrari, al tempo direttore del reparto corse Alfa Romeo, nel tentativo di contrastare la supremazia tecnica di Auto Union e Mercedes nelle competizioni di "Formula Grand Prix" che la coeva Alfa Romeo Monoposto 8C 35 non riusciva a contenere.
La soluzione - che si dimostrò scarsamente foriera di risultati - venne presa da Ferrari in seguito alle assillanti "esortazioni" del regime che male sopportava la supremazia tedesca nelle gare internazionali.
Il compito di progettare la nuova macchina fu affidato, nel gennaio 1935, al capo tecnico della scuderia Luigi Bazzi che dovette disegnarla e realizzarla in soli quattro mesi, allo scopo di poter partecipare al Gran Premio di Tripoli e all'AVUS di Berlino.

## Storia
Modificando un telaio della vecchia Alfa Romeo P3, vennero posizionati due motori a 8 cilindri da 2.905 cm³ ognuno, uno davanti ed uno dietro al pilota, accoppiati con un lungo albero, gestito da un unico cambio ed un'unica frizione. Il moto è trasmesso alle ruote posteriori, mediante coppie coniche, da due alberi laterali.

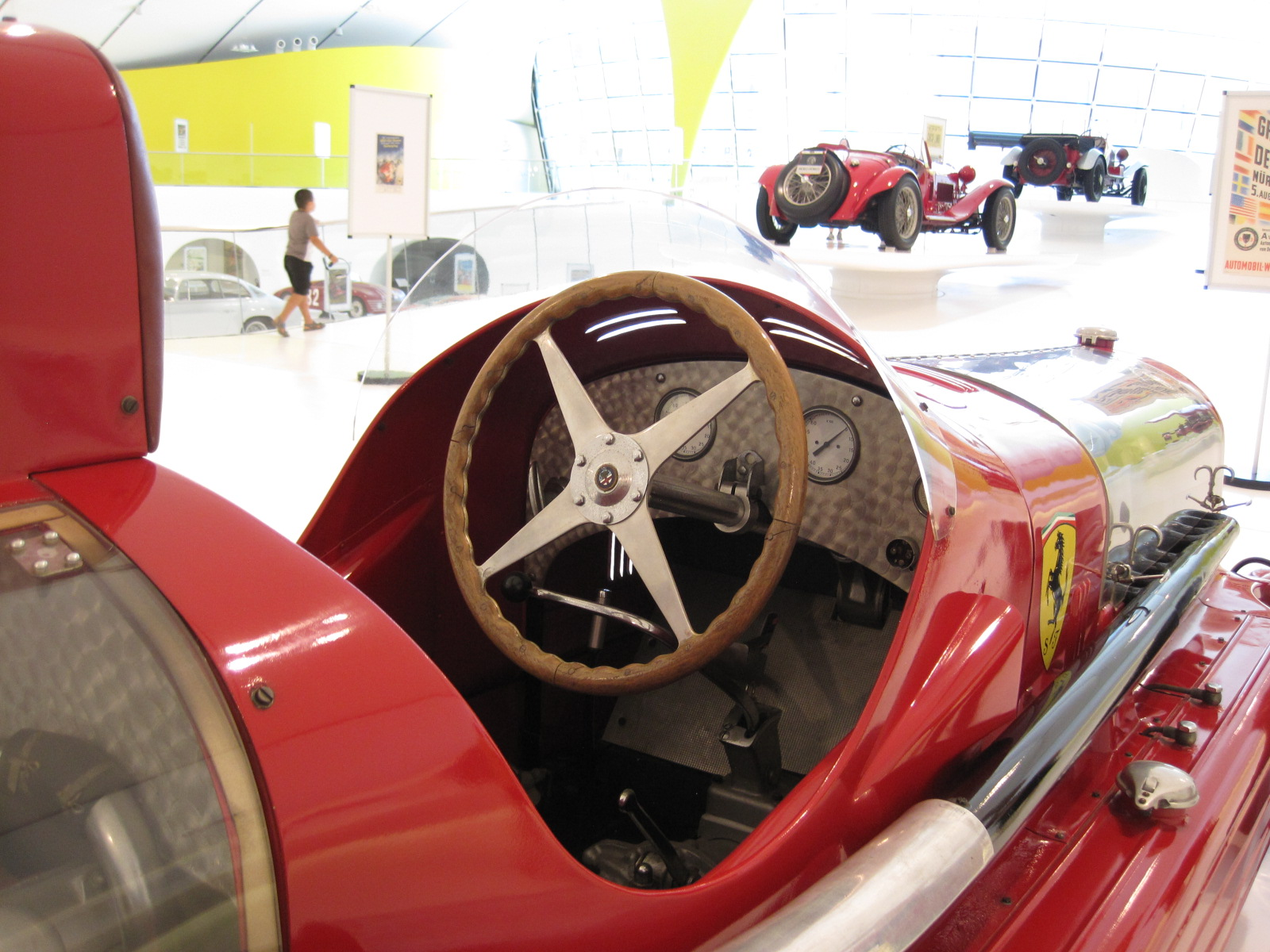
Posto guida della "16C Bimotore"

Un primo esemplare fu approntato per il collaudo, effettuato sul tratto autostradale Brescia-Bergamo il 10 aprile 1935 da Attilio Marinoni e Tazio Nuvolari che superò velocità di 280 km/h, dichiarando alla stampa d'essere fiducioso di poter raggiungere i 340 km/h con poche modifiche. Tuttavia, la difficoltà di trasmissione dell'elevata potenza erogata ed il precario equilibrio di ripartizione sulle ruote, furono immediatamente rilevati dal collaudatore e riferiti allo staff tecnico. 
Non c'era il tempo necessario per trovare e sperimentare soluzioni radicali e così si procedette a dotare il secondo esemplare in costruzione con motori di cilindrata aumentata a 3.165 cm³, per una potenza complessiva di 540 CV, nel tentativo di ottenere maggiore elasticità di erogazione.

Il 12 maggio 1935 le due "Bimotore" vennero schierate al Gran Premio di Tripoli, sul circuito della Mellaha, affidate a Nuvolari e Luis Chiron che giunsero, rispettivamente, quarto e quinto, con distacchi rilevanti dalle Mercedes-Benz W25 di Caracciola e di Fagioli e dall'Auto Union Type B di Varzi. I principali problemi di guida consistevano nell'incertezza in uscita dalle curve a causa della difficoltà di dosare la potenza, una forte instabilità sui rettilinei che non consentiva di sfruttare pienamente l'esuberanza dei motori ed un mostruoso consumo di pneumatici. Durante la gara, Nuvolari fu costretto a sostituire gli pneumatici posteriori per 8 volte.

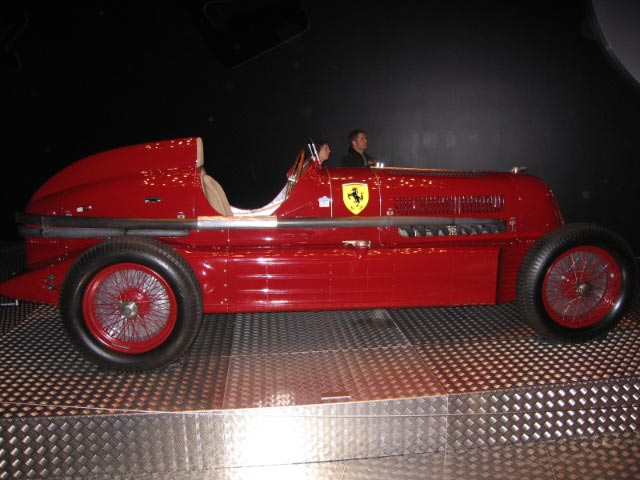
Profilo della "16C Bimotore"

Dopo alcune modifiche per migliorare l'assetto, il 26 maggio 1935 le due vetture, con alla guida Nuvolari e Chiron, vennero schierate al "5º Internationales Avusrennen" di Berlino. Ma i problemi non erano risolti e, nonostante la lunghezza dei rettilinei dell'AVUS, fu la Mercedes W25B di Fagioli a tagliare per prima il traguardo, seguita dalla "Bimotore" di Chiron, con un distacco di un minuto primo e trentacinque secondi. Nuvolari dovette ritirarsi.
Fu proprio il pilota mantovano a chiudere ogni speranza di sviluppo, dicendo a Ferrari e Bazzi che la "Bimotore" non era vettura da poter competere in circuito e pretendendo di tornare alla vecchia ed obsoleta "P3", in attesa di tempi (ed auto) migliori. Si dimostrò buon profeta, rendendosi protagonista della vittoria al "VIII Grosser Preis von Deutschland" del 28 luglio 1935, fra le più famose dell'automobilismo sportivo, battendo le più quotate vetture tedesche.

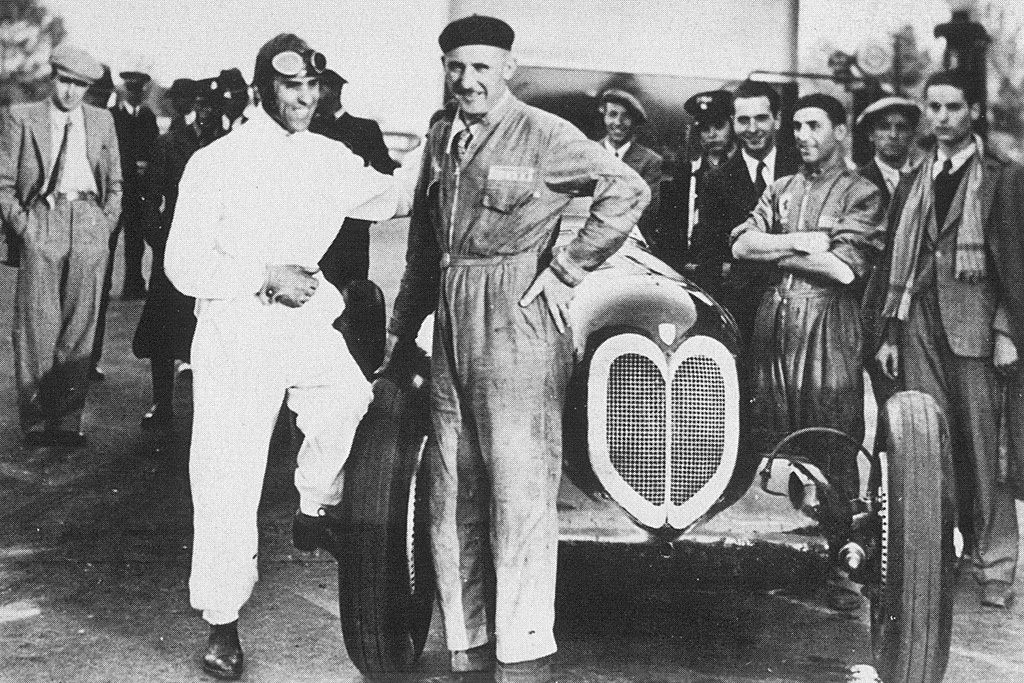
Tazio Nuvolari e Luigi Bazzi di fronte all'Alfa Romeo 16C Bimotore prima di tentare di stabilire il record di velocità terrestre il 16 Giugno 1935 ad Altopascio, lungo l'Autostrada Firenze-Mare.

Il progetto "Bimotore", tuttavia, non poteva essere accantonato senza aver ottenuto qualche risultato di pregio e si decise di impiegare uno dei prototipi per attaccare i record di velocità sulle basi del chilometro e del miglio lanciati.
Sull'autostrada Firenze-Mare, il 15 giugno 1935, Nuvolari conquistò i record europei alle velocità di 321,428 km/h sul chilometro lanciato e di 323,125 km/h sul miglio lanciato, raggiungendo la punta massima di 364 km/h, nonostante durante le prove il pilota, il celebre Tazio Nuvolari avesse rischiato per due volte di schiantarsi per via del forte vento e dell'instabilità della vettura. Conseguito il consolatorio obiettivo, la "Bimotore" venne definitivamente accantonata, per dedicare ogni energia al progetto ed alla realizzazione della futura "Alfetta".

## Gli esemplari
Dei due esemplari costruiti, uno fu venduto a una coppia di piloti inglesi e l'altro, non trovando compratori, fu demolito.
L'esemplare superstite, dopo varie vicissitudini e trasformazioni, fu ritrovato in Nuova Zelanda e restaurato negli anni '90 da un collezionista inglese. Precedentemente, negli anni '70, l'Alfa Romeo realizzò una replica della "16C Bimotore", costruita sulla base dei disegni originali. La replica, voluta da Giuseppe Luraghi per fini principalmente espositivi nel Museo storico Alfa Romeo, è caratterizzata da una "carrozzeria didattica", con parti trasparenti laterali, in corrispondenza dei due propulsori. 

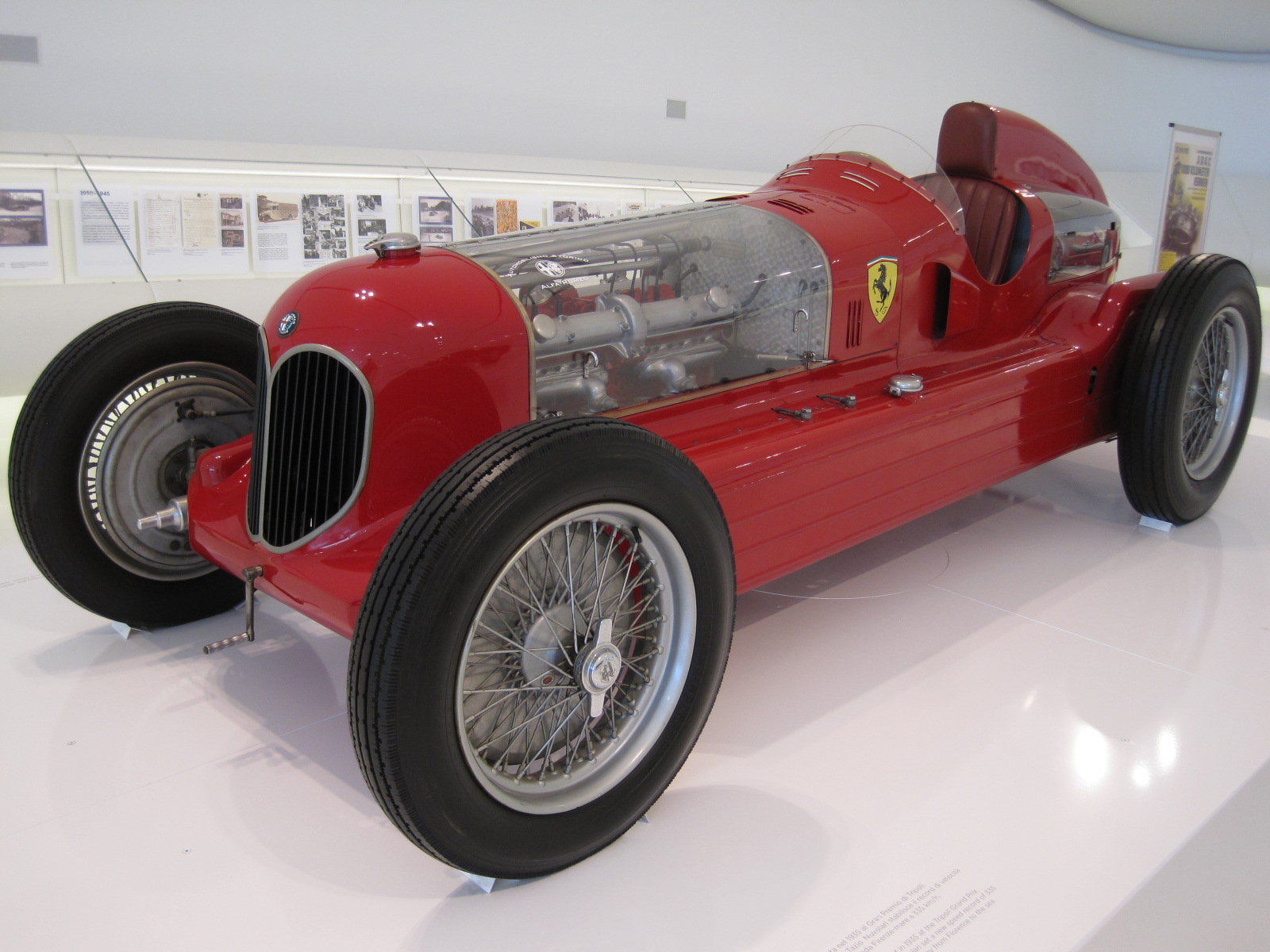
Replica della "16C Bimotore"

La differenza più significativa tra le due vetture, però, consiste nel diverso marchio di fabbrica posto sulla calandra. La vettura replicata reca il marchio Alfa Romeo vigente all'epoca, mentre la vettura originale si fregia del classico scudetto con cavallino rampante in campo giallo della Scuderia Ferrari.
Enzo Ferrari, infatti, sentiva quelle due vetture come di sua costruzione, dato che le aveva ideate e realizzate in sostanziale autonomia, all'interno della sua officina modenese. Decise quindi di far scendere le vetture in pista con il marchio della sua scuderia in sostituzione di quello Alfa Romeo. Inizialmente la cosa non sollevò contestazioni, anche visti gli scarsi risultati in gara, ma quando la vettura conquistò il record di velocità, le foto di Tazio Nuvolari a bordo della "16C Bimotore" con marchio Ferrari furono pubblicate dalla stampa internazionale, causando una forte protesta della direzione Alfa Romeo che sfociò in un furibondo litigio con Enzo Ferrari.
Il particolare riveste una certa importanza storica, dato che si tratta della prima comparsa del simbolo Ferrari quale marchio automobilistico e non come insegna di scuderia sportiva.